# سیاره مایکل
سیارهٔ مایکل (به انگلیسی: Planet Michael) نام بازی آنلاین بود که از فعالیت هنری و زندگی مایکل جکسون ساخته شده بود. قرار بود این بازی در پایان سال ۲۰۱۱ منتشر شود اما هرگز این اتفاق نیفتاد
این سیاره بخشی از کمپانی انتدورپیا اونیورس (Entropia Universe)، یک بازی کلان جمعی آنلاین با ۱۰۰ هزار کاربر فعال است که توسط کمپانی سوئدی «مایند آرک» سرپرستی می‌شود. جهان انتروپیا فضایی مجازی و سه بعدی با منظومه‌های خورشیدی پویا است. این جهان به فراخور سلیقه‌های گوناگون کاربران، به سیاره‌های مجزا تقسیم شده است تا هر سیاره، دنیای مورد علاقهٔ هر گروه از کاربران را خلق کند. کاربران برای تجربهٔ دنیاهای متفاوت در سرگرمی، می‌توانند بین این سیاره‌ها سفر کنند.